# Chanat-la-Mouteyre
Chanat-la-Mouteyre est une commune française, située dans le département du Puy-de-Dôme, en région Auvergne-Rhône-Alpes. Elle fait partie de l'aire d'attraction de Clermont-Ferrand.

## Géographie

### Localisation
La commune est située au nord-ouest de Clermont-Ferrand.
Les petits hameaux de l'Étang et la Mouteyre font partie de la commune.
Elle est limitrophe avec six communes :
|            | Volvic             | Sayat (Argnat)       |
| Saint-Ours | Chanat-la-Mouteyre | Sayat (ville-centre) |
|            | Orcines            | Nohanent, Durtol     |

### Climat
Pour des articles plus généraux, voir Climat d'Auvergne-Rhône-Alpes et Climat du Puy-de-Dôme.
En 2010, le climat de la commune est de type climat des marges montargnardes, selon une étude du Centre national de la recherche scientifique s'appuyant sur une série de données couvrant la période 1971-2000. En 2020, Météo-France publie une typologie des climats de la France métropolitaine dans laquelle la commune est exposée à un climat de montagne ou de marges de montagne et est dans une zone de transition entre les régions climatiques « Ouest et nord-ouest du Massif Central » et « Nord-est du Massif Central ». 
Pour la période 1971-2000, la température annuelle moyenne est de 9,6 °C, avec une amplitude thermique annuelle de 15,8 °C. Le cumul annuel moyen de précipitations est de 1 223 mm, avec 10,8 jours de précipitations en janvier et 8,2 jours en juillet. Pour la période 1991-2020, la température moyenne annuelle observée sur la station météorologique de Météo-France la plus proche, « Sayat_sapc », sur la commune de Sayat à 3 km à vol d'oiseau, est de 11,2 °C et le cumul annuel moyen de précipitations est de 776,1 mm,. Pour l'avenir, les paramètres climatiques de la commune estimés pour 2050 selon différents scénarios d'émission de gaz à effet de serre sont consultables sur un site dédié publié par Météo-France en novembre 2022.

## Urbanisme

### Typologie
Au 1er janvier 2024, Chanat-la-Mouteyre est catégorisée commune rurale à habitat dispersé, selon la nouvelle grille communale de densité à sept niveaux définie par l'Insee en 2022.
Elle est située hors unité urbaine. Par ailleurs la commune fait partie de l'aire d'attraction de Clermont-Ferrand, dont elle est une commune de la couronne,. Cette aire, qui regroupe 209 communes, est catégorisée dans les aires de 200 000 à moins de 700 000 habitants,.

### Voies de communication et transports
La commune est traversée par les routes départementales 90 (liaison de Volvic à Orcines par Égaules, hameau de Volvic), 775 (vers Nohanent et Durtol au sud-est et Pontgibaud à l'ouest) et 776 (vers Sayat au nord-est).
La ligne d'Eygurande - Merlines à Clermont-Ferrand passe sur le territoire de la commune ; les gares les plus proches sont à Durtol et à Volvic.
Chanat-la-Mouteyre est desservie par le transport à la demande du réseau RLV Mobilités permettant aux usagers de rejoindre Enval, Marsat, Mozac, Riom ou tout autre point d'arrêt de la zone TAD 1 couvrant les communes de l'ouest de la communauté d'agglomération.

## Toponymie
Sous l'an II, à l'époque où elle faisait partie de la commune de Nohanent, la commune se nommait Channat. Elle faisait partie de la municipalité de Nohannant l'Étang et Channat.

## Histoire
La commune a été créée en 1882 par démembrement de la commune de Nohanent. Elle faisait alors partie du canton de Clermont-Ferrand-Nord ; un décret de 1982 la place dans le nouveau canton de Royat.
- En 1980, vente du château de Chanat (appartenant à la famille Lecoq) à la mairie de Gerzat pour ouvrir un centre de loisirs.
- Construction d'une nouvelle salle des fêtes : La Salesse inaugurée à l'automne 2010.
- En 2012, vente de l'ancienne salle des fêtes de Chanat pour installer un traiteur.
- Un vaste programme de rénovation des rues a été réalisé depuis 2012 sur les bourgs de Chanat et l'Étang.

## Politique et administration

### Découpage territorial
Sur le plan administratif, Chanat-la-Mouteyre dépendait :
- sous l'an II, du district de Clermont-Ferrand et du canton de Chamalières ;
- de 1801 à 2016, de l'arrondissement de Clermont-Ferrand et des cantons de Chamalières de 1801 à 1882, de Clermont-Ferrand-Nord de 1882 à 1982 puis de Royat de 1982[13] à 2015. À la suite du redécoupage des cantons du département de 2014, la commune est rattachée au canton d'Orcines[14].

Les limites territoriales des cinq arrondissements du Puy-de-Dôme ont été modifiées afin que chaque nouvel établissement public de coopération intercommunale à fiscalité propre soit rattaché à un seul arrondissement au 1er janvier 2017. La communauté d'agglomération Riom Limagne et Volcans à laquelle appartient la commune est rattachée à l'arrondissement de Riom ; aussi, Chanat-la-Mouteyre est passée le 1er janvier 2017 de l'arrondissement de Clermont-Ferrand à celui de Riom.

### Liste des maires
| Période                                  | Période                   | Identité               | Étiquette | Qualité    |
| ---------------------------------------- | ------------------------- | ---------------------- | --------- | ---------- |
| Les données manquantes sont à compléter. |                           |                        |           |            |
| 1882                                     | 1884                      | Léon Farge             | SE        |            |
| 1885                                     | 1892                      | Jean Nebout            | SE        |            |
| 1892                                     | 1904                      | Charles Lucien Lecoq   | SE        |            |
| 1904                                     | 1919                      | Noël Sudre             | SE        |            |
| 1919                                     | 1925                      | Louis Chemel           | SE        |            |
| 1925                                     | 1945                      | Jules Levray           | SE        |            |
| 1945                                     | 1953                      | Albert Vidal           | SE        |            |
| 1953                                     | 1971                      | Jean-Marie Saintemarie | SE        |            |
| 1971                                     | 1983                      | Pierre Aubert          | SE        |            |
| 1983                                     | 2001                      | Hubert Herbrard        | SE        |            |
| 2001                                     | 2020                      | Jean-Maurice Heinrich  | SE        |            |
| 2020                                     | En cours (au 9 août 2020) | Nicolas Beaure         |           | Architecte |

### Jumelages
- Cappoquin (Irlande), comté de Waterford.

## Population et société

### Démographie
L'évolution du nombre d'habitants est connue à travers les recensements de la population effectués dans la commune depuis 1886. Pour les communes de moins de 10 000 habitants, une enquête de recensement portant sur toute la population est réalisée tous les cinq ans, les populations de référence des années intermédiaires étant quant à elles estimées par interpolation ou extrapolation. Pour la commune, le premier recensement exhaustif entrant dans le cadre du nouveau dispositif a été réalisé en 2004.

En 2022, la commune comptait 949 habitants, en évolution de +0,11 % par rapport à 2016 (Puy-de-Dôme : +2,1 %, France hors Mayotte : +2,11 %).
| 1886 | 1891 | 1896 | 1901 | 1906 | 1911 | 1921 | 1926 | 1931 |
| ---- | ---- | ---- | ---- | ---- | ---- | ---- | ---- | ---- |
| 445  | 460  | 476  | 472  | 455  | 441  | 406  | 466  | 470  |

| 1936 | 1946 | 1954 | 1962 | 1968 | 1975 | 1982 | 1990 | 1999 |
| ---- | ---- | ---- | ---- | ---- | ---- | ---- | ---- | ---- |
| 456  | 406  | 437  | 382  | 396  | 443  | 669  | 760  | 731  |

| 2004 | 2006 | 2009 | 2014 | 2019 | 2022 | - | - | - |
| ---- | ---- | ---- | ---- | ---- | ---- | - | - | - |
| 900  | 901  | 961  | 947  | 927  | 949  | - | - | - |

### Enseignement
Chanat-la-Mouteyre dépend de l'académie de Clermont-Ferrand. Elle gère deux écoles élémentaires publiques, l'une d'elles portant le nom de l'Étang.
Les collégiens se rendent à Clermont-Ferrand, au collège Roger-Quilliot. Les lycéens se rendent dans la même commune, au lycée Jeanne-d'Arc ou au lycée Blaise-Pascal.

### Sports et loisirs
Chanat-la-Mouteyre a été une commune de passage de la 10e étape du Tour de France 2025 (Ennezat – Le Mont-Dore - Puy de Sancy) le 14 juillet 2025.

## Culture locale et patrimoine

### Lieux et monuments
- À l'Étang : série de maisons modernes réalisées par l'architecte local Fernand Carpentier. Notamment : la ville Douris (non visitable) et la maison Carpentier.
- L'église de Chanat.
- Le château de Clerzat[27].

### Personnalités liées à la commune
- Fernand Carpentier (1919-1999), architecte. Il a bâti une vingtaine de maisons de la commune notamment à l'Étang.

### Héraldique
Les armoiries de la commune sont blasonnées ainsi : Tranché, au premier de gueules au dauphin d'or, au second d'azur à l'alérion d'or, à la bande d'argent brochant sur la partition et chargée d'une fleur de lys d'or accostée de deux étoiles d'azur.

écu de la commune